# Longitarsus luridus
Longitarsus luridus es un coleóptero de la familia Chrysomelidae. Fue descrita científicamente en 1763 por Scopoli.